# Johann Aicholz
Johann Aicholz, andere Namenskonventionen Johann Emerich Aichholz, auch Aichholtz, (* um 1520 in Wien; † 6. Mai 1588 ebenda) war ein Mediziner und Botaniker.

## Leben und Wirken
Aicholz immatrikulierte sich 1538 an der Universität Wien und wechselte 1543 an die Universität Wittenberg, wo er 1547 den akademischen Grad eines Magisters erwarb und zum evangelischen Glauben übertrat. Nach einem kurzen Aufenthalt in Wien 1550 unternahm er als Erzieher Reisen nach Frankreich und 1555 nach Padua in Italien. In Padua promovierte er zum Doktor der Medizin und Philosophie und ließ sich 1557 als Arzt in Wien nieder. An der dortigen Universität erhielt er die Professur für Anatomie und wurde 1558 zum Mitglied der medizinischen Fakultät als Magister sanitatis eingebunden.
Fünf Mal wurde Aicholz Dekan der Universität Wien und 1574 Rektor der selbigen. Durch seinen Ruf als Praktischer Arzt wurde er an den Hof Kaiser Rudolf II. nach Prag berufen. In Wien legte er, angeblich mit Paul Fabricus, einen botanischen Garten an, den der niederländische Botaniker Carl Clusius mit entwickelte. In diesem botanischen Garten wurden erstmals viele seltene Pflanzen kultiviert (z. B. Erdapfel).
Er hinterließ der Stadt Nürnberg 10.000 Golddukaten, deren Zinsen zwei Medizinstudenten sechs Jahre lang für Reisen ausbezahlt werden sollten.